# Громов, Леонид Васильевич
Леонид Васильевич Громов (28 июля 1905, Симбирск — 23 декабря 1999, Москва) — геолог, исследователь острова Врангеля. Кандидат геолого-минералогических наук, автор более 120 научных работ. В 1952 году его имя было присвоено горе в центральной части упомянутого острова.

## Биография
Родился в семье мещанина.
Поступил в Землемерное училище. Работал землекопом.
С 1921 года работал в ВЧК.
В 1925 году закончил рабфак и поступил на геологоразведочный факультет Московской Горной Академии.
Студентом обследовал Таймыр, участвовал в открытии никелевого и платинового месторождений. С 1935 года изучал недра острова Врангеля. В 1939 состоялась вторая экспедиция. Громов собрал коллекцию предметов быта эскимосов, интересовался археологией и онкилонами. В честь спасшей его эскимоски Инкали он назвал гору.
Во время войны участвовал в организации партизанской борьбы на Смоленщине, был начальником штаба партизанской организации Бати. За мужество, проявленное в бою, был награждён Орденом Красной Звезды. Был тяжело ранен, после восстановления вернулся в строй и возобновил партизанскую деятельность.
После войны, с 1948 года работал в Сибири. Открыл месторождение молибдена в Забайкалье. Опубликовал более 120 научных работ и стал соавтором книги «Названное именем геолога», в которой систематизировал данные о геологах, чьими именами названы различные географические объекты.
В 1982 году снова посетил остров Врангеля и способствовал созданию музея.
Похоронен в Москве, на Котляковском кладбище.